# استخروییه (بهاباد)
استخروییه
روستایی از توابع شهرستان بهاباد
است

## جمعیت
این روستا در دهستان بنستان قرار دارد و براساس سرشماری مرکز آمار ایران در سال ۱۳۸۵، جمعیت آن ۱۹ نفر (۹خانوار) بوده‌است.